# Erik Enby
Erik Ossian Hugo Enby (* 12. Mai 1937 in Karlskrona; † 30. März 2022) war ein schwedischer Arzt und Gerontologe, dem 2007 die Zulassung von der HSAN entzogen wurde. Enby machte durch seine Aussagen zur Entstehung von Krebserkrankungen auf sich aufmerksam, die er als Infektionskrankheit ansah. Seine Ansichten zu dieser Frage werden von der wissenschaftlichen Medizin aufgrund fehlender wissenschaftlicher Nachweise abgelehnt.

## Lebenslauf
Enbys Vater war Kapitän zur See und seine Mutter Musikdirektorin. 1962 begann Erik Enby ein Medizinstudium in Heidelberg. 1967 kehrte er nach Schweden zurück, schloss 1973 sein Medizinstudium an der Universität Göteborg ab und erhielt anschließend seinen Arztzulassung. 1980 wurde er Facharzt für Allgemeinmedizin und Geriatrie und Stationsarzt am Vaasa-Krankenhaus in Göteborg – Bereich Geriatrie am Sahlgrenska-Universitätskrankenhaus.
1977 gründet er das Göteborger Unternehmen Medicinkosult HB, das später in Nordisk Medicinkonsult AB umfirmiert. Seit den 1980er-Jahren widmet er sich der Frage nach einer möglichen Entstehung von Krebs durch Parasiten.
Am 8. Februar 2007 wurde Enbys ärztliche Zulassung entzogen, da es seiner Ausübung des Arztberufs laut dem HSAN an wissenschaftlicher Unterstützung und nachgewiesener Erfahrung mangelte.  Die schwedische Aufsichtsbehörde für Gesundheits- und Pflegedienste (IVO) reichte eine Beschwerde gegen Enby ein, nachdem am 25. April 2014 in der Radiosendung Kropp och själ im schwedischen Radio P1 2014 ein Feature veröffentlicht worden war. Die Staatsanwaltschaft verzichtete jedoch auf eine Anklageerhebung, stellte das Ermittlungsverfahren am 27. Oktober 2015 mangels Beweisen ein, weil nicht davon auszugehen sei, dass eine weitere Untersuchung die Beweislage entscheidend ändern würde.
Enby war ab 1964 mit Gunnel Enby (1941–2016) verheiratet. Er lebte in Göteborg.

## Enbys Hypothesen
Seit Anfang der 1980er-Jahre untersucht Enby die Möglichkeit einer Infektion als Ursache von Krebserkrankungen. Er führte dazu lichtmikroskopische Untersuchungen an Blutproben durch und setzte dabei auf die Dunkelfeldmikroskopie. Enby beschrieb unter anderem die sogenannten „Enby-balls“. Seine Hypothesen berufen sich auch auf Beobachtungen des deutschen Arztes Günther Enderlein, und wie dieser glaubt er an die Existenz zyklischer spezienübergreifender Umwandlungsprozesse bei Mikroorganismen, die Pleomorphismus-Hypothese.
Enby glaubt, dass viele chronische Krankheiten durch mikrobiologisches Wachstum im Blutplasma und anderen Körperflüssigkeiten verursacht werden. Seit den späten 1970er-Jahren hat Enby private Forschungen über die Beziehung zwischen Krankheiten und dem Phänomen chronischer Krankheiten durchgeführt. Seine Arbeit basiert auf der Annahme, dass Krankheiten durch pleomorphes mikrobiologisches Wachstum, Pleomorphismus, verursacht werden. Er behauptet, seine Arbeit bestätige, dass die meisten chronisch kranken Menschen wachsende Strukturen in ihrem Blut und festen Gewebe haben, die zuvor in der modernen medizinischen Forschung nicht beschrieben wurden. Enby ist eingetreten für seine Theorie und Empirie in dem Buch Blod, mod och envishet : på spaning efter sjukdomarnas väsen. Die medizinische Gemeinschaft hat Enbys Schlussfolgerungen nicht akzeptiert, da man davon ausgeht, dass er nicht in der Lage war, ausreichende Beweise für seine Theorien vorzulegen.
Enby ging davon aus, dass Morbidität verschiedenster Art auf Infektionen zurückzuführen sei und begann, chronische Krankheitszustände, wie schwere Tumorerkrankungen, mit Antiinfektiva zu behandeln. Dies wurde trotz wiederholter Warnungen von HSAN fortgesetzt.
Enby hat Patienten mit schweren chronischen Erkrankungen mit Vitaminen und Pflanzenextrakten behandelt. Zwei Krebspatienten sind während der Behandlung durch Enby gestorben. Bei einer Frau wurde Brustkrebs diagnostiziert, sie entschied sich jedoch gegen eine Operation. Stattdessen ging sie zu Enby, der sie in ihrer Entscheidung unterstützte und sagte, dass sich der Krebs „ausbreitet, wenn man ihn schneidet“. Stattdessen verordnete er Vitamine und Brennnesselextrakte. Ihr Zustand verschlechterte sich und sie starb an ihrer Krankheit, nachdem sie zuerst versucht hatte, sich das Leben zu nehmen.  Eine Frau mit Leberkrebs im Endstadium suchte Enby auf, der ihr Vitamine und Korallenmineralien verschrieb. Die Behandlung half nicht, aber sie starb nach einigen Wochen.
2006 strahlte TV3 eine Folge der Serie Insider aus, in der es um Enby ging. Es zeigt, wie er, gefilmt mit versteckter Kamera, einer Frau, die angeblich Lymphknotenkrebs hat, Heidelbeerextrakt und Meerrettich verschreibt. Im September 2008, mehr als ein Jahr nach dem Entzug des Arztausweises, enthüllte Göteborgs-Tidningen, dass Enby weiterhin Krebspatienten behandelt, was für nicht lizenzierte medizinische Fachkräfte illegal ist.
2021 stellte Enby die Falschbehauptung auf, dass im COVID-19-Impfstoff von BioN-Tech/Pfizer lebende Mikroorganismen enthalten wären, was über soziale Netzwerke weiter verbreitet wurde.
Die Datenbank des NIH (USA) MEDLINE listet keine Fachartikel von Enby auf. Veröffentlichungen von ihm finden sich auf seiner Internetpräsenz sowie in wenigen nicht reviewten Kongressanhörungen und bei Anbietern von pharmazeutischen Produkten, die in einem Zusammenhang zu seiner Hypothese stehen.

## Veröffentlichungen
- Die revolutionären medizinischen Entdeckungen von Professor Dr. Günther Enderlein. Semmelweis-Verlag, 1998, ISBN 978-3-925524-08-0